# Timmermansorden

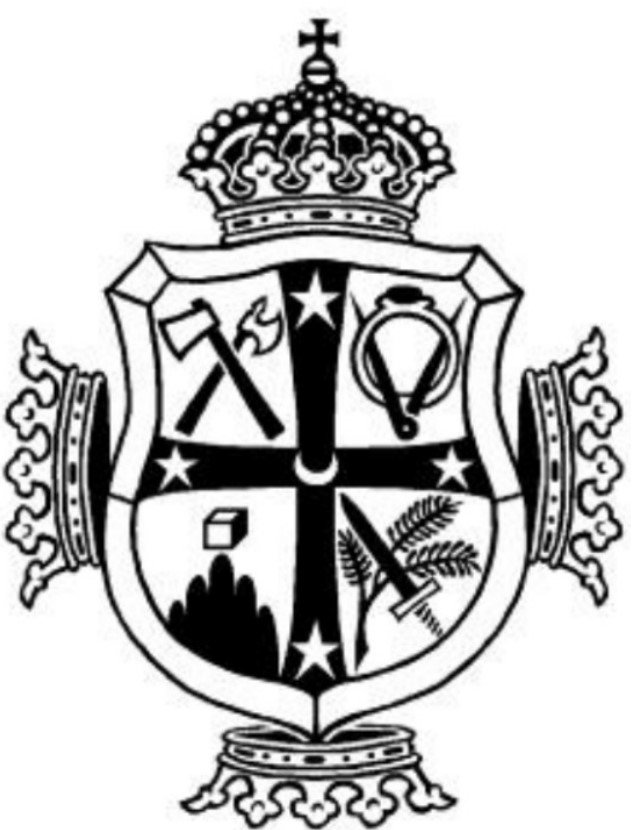
Nuvarande vapenbild för Timmermansorden.

Timmermansorden (TO) är ett slutet ordenssällskap på protestantiskt kristen grund, grundat i Stockholm på 1760-talet och med säte på Eriksberg i Stockholm.

## Historik

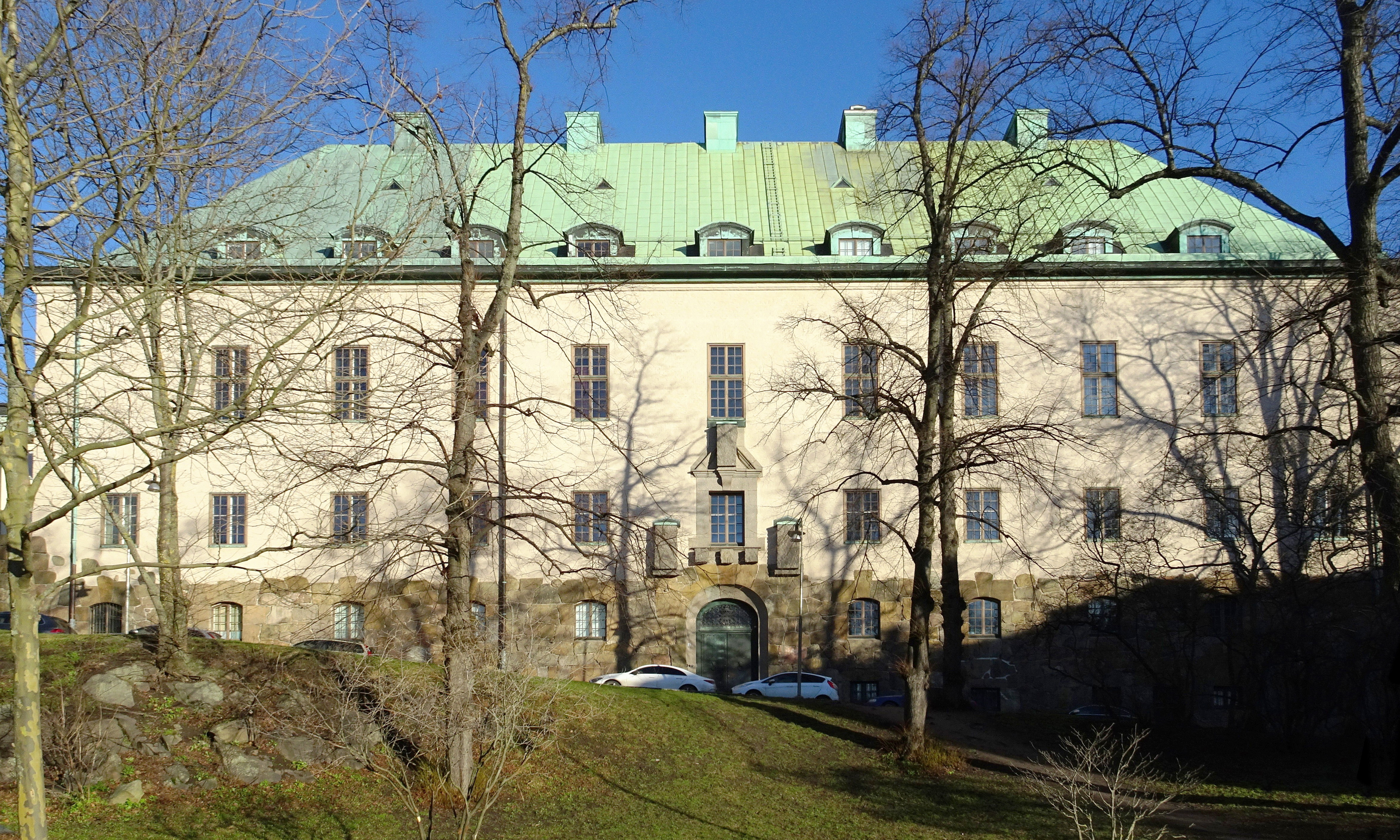
Timmermansordens hus, mot väster.

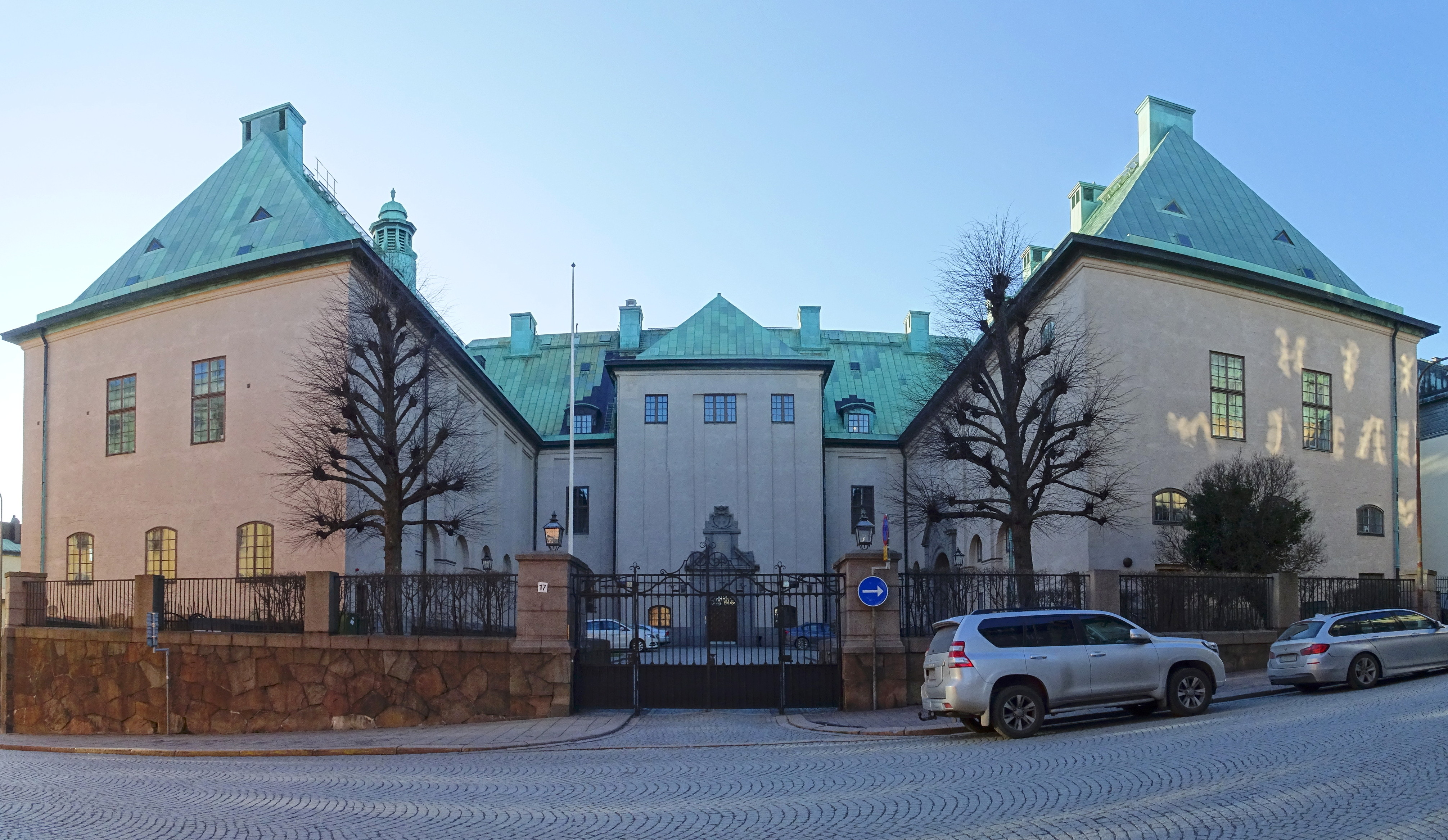
Timmermansordens hus, mot öster.

Orden grundades i början av 1761 av den svenske löjtnanten George Hindrich Barfod, som blev ordens förste generalguvernör, jämte några av hans officerskamrater under det pommerska fälttåget samt ett antal ledande stockholmsborgare, bland annat hovgulddragaren Peter Widman. Både Barfod och Widman var vid tiden medlemmar i Frimurareorden, varifrån åtskillig inspiration hämtades vid utformningen av ordensstrukturen.
Orden höll sin första högtidssammankomst redan den 13 mars 1761 men Barfod konstruerade en ordenslegend enligt vilket Timmermansorden skulle vara grundad i England på 1500-talet och sedan införd till Sverige av den livländske officeren Jacob Leonard Poppe, även han var ett rent påhitt av Barfod.
Under 1700-talets slut fick orden stor anslutning i Sverige med hyddor (loger) i Stockholm (S:t Georgii, verksam sedan 1761), Åbo (S:t Axelii, verksam 1777–1778) och på Sveaborg (S:t Caroli, verksam 1763–1808). Försök gjordes även att starta hyddor i Göteborg och Karlstad. Orden har idag sitt säte i Stockholm, där den enda kvarvarande hyddan återfinns.

## Ordens verksamhet
Ordens motto är "Gudsfruktan och människokärlek" som motsvarar ordens inre och yttre verksamhet.
Orden leds av en generalguvernör, som vid sin sida har ett drätseldirektorium, som handhar ekonomiska angelägenheter, och ett ordensråd, med åtta ledamöter under generalguvernörens ledning, som främst hanterar det inre ordenslivet. Ordensbröderna är indelade i tolv hemliga grader. De fyra första är så kallade arbetsgrader, medan de övriga är guvernörs-, direktörs- och riddargrader. Orden använder sig av en rituell symbolik utifrån timmermansyrket som anspelar på Jesus som son till en timmerman (i Bibel 2000 kallad "snickare").

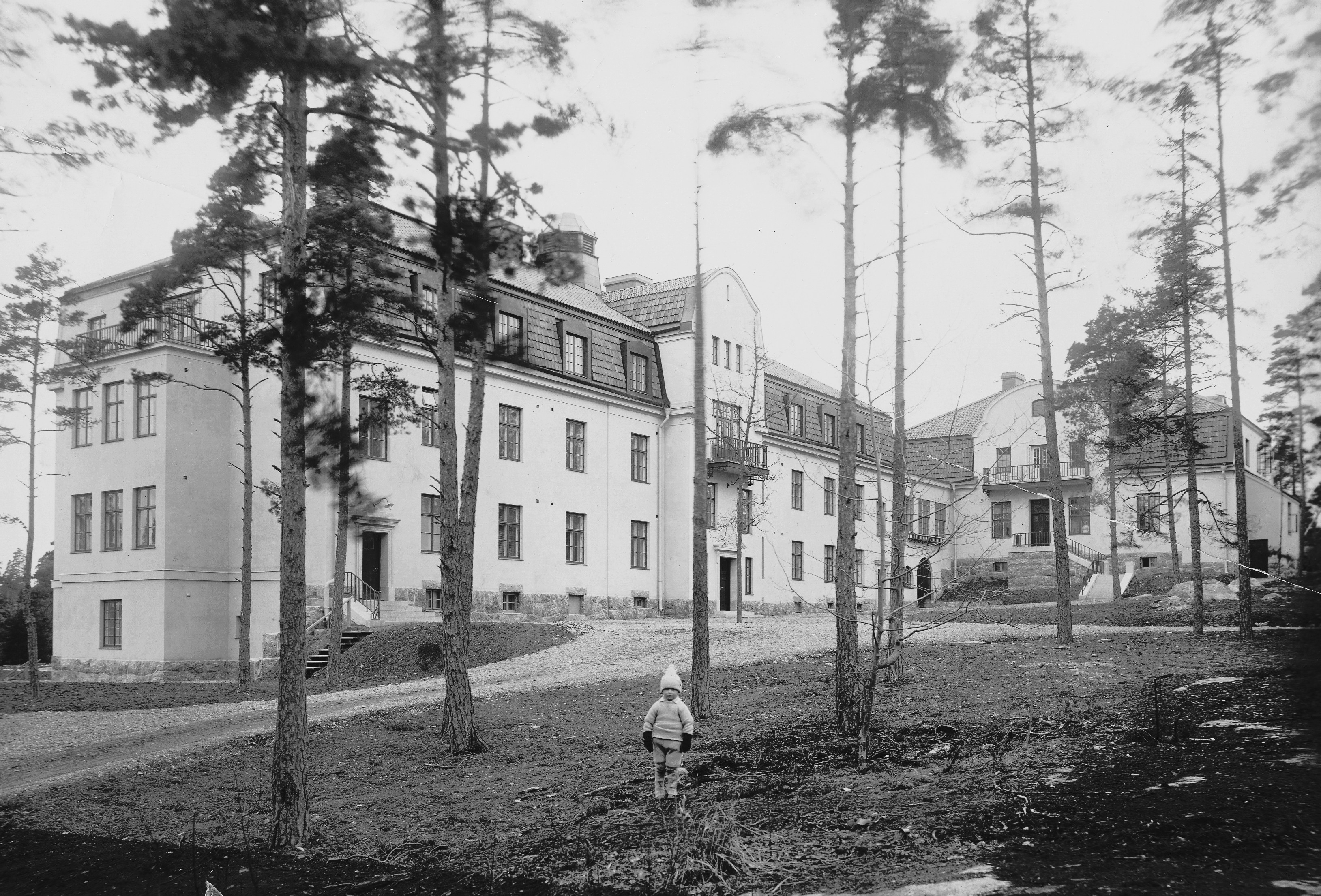
"Nya Eriksberg" i Nockebyhov.

Timmermansorden utövar en omfattande social välgörenhet och grundade 1796 ett ålderdomshem. 1879 reste man en ny hospitalsbyggnad strax väster om ordenshuset enligt Carl Nestor Söderbergs ritningar. Den revs i samband med Eriksbergs omdanande och istället byggde orden Nya Eriksberg 1913 i Nockebyhov. Det såldes 1974 till Sällskapet Vänner till pauvres honteux. Den gamla anläggningen revs och på platsen uppfördes 1976 vårdhemmet Nockebyhus efter ritningar av Backström & Reinius.
Genom donationsfonder bidrar orden till olika välgörenhetsprojekt. Timmermansordens förmögenhet uppskattades 2009 till 280 miljoner kronor, utöver ordenshuset med ett taxeringsvärde på 285 miljoner kr.

## Generalguvernörer
| Generalguvernörer                              |
| ---------------------------------------------- |
| George Hindrich Barfod (1761–1768)             |
| Friherre Carl Fredrik Leijonhielm (1768–1780)  |
| Friherre Carl Pfeiff (1780–1792)               |
| Friherre Hans Vilhelm Gyllengranat (1792–1803) |
| Greve Carl Mörner (1803–1821)                  |
| Greve Claes Adolph Fleming (1821–1831)         |
| Friherre Gustaf Adolf Fleming (1831–1848)      |
| Greve Mauritz Axel Lewenhaupt (1848–1862)      |
| Greve Casimir Lewenhaupt (1862–1905)           |
| Greve Casimir De la Gardie (1905–1928)         |
| Greve Adam Lewenhaupt (1928–1944)              |
| Greve Axel Cronstedt (1944–1970)               |
| Greve Diedric Cronstedt (1970–1992)            |
| Greve Tom Wachtmeister (1992–2009)             |
| Friherre Johan Trolle-Löwen (2009– )           |

## Ordenshuset

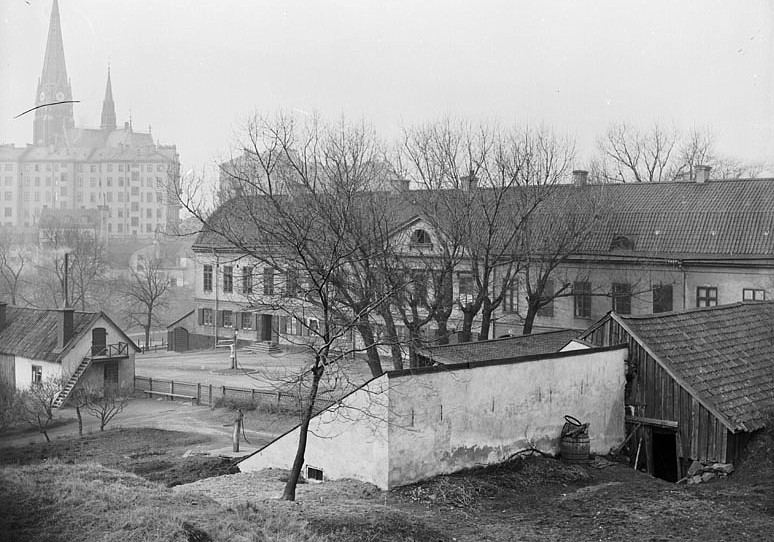
Det gamla ordenshuset på Eriksberg.

Till en början hade ordensbröderna ingen egen lokal i Stockholm. Åren 1765–1788 samsades man med Stora Amaranther Orden, Arla Coldinu Orden, Stora Alexandriner Orden och Augustibröderna på Piperska muren.
År 1788 inköpte Timmermansorden, för 5 633 riksdaler och 16 skilling specie, den stora egendomen Eriksberg intill Träsket i den dåvarande utkanten av Stockholm, nuvarande Östermalm. Ordenssalen inrättades i den gamla huvudbyggnaden, som under 1800-talet genomgick flera om och tillbyggnader. Byggnaden revs 1933. I området inrättades också hospital för invalider.. När dess område behövde exploateras av Stockholms stad blev detta grunden till ordens stora förmögenhet.
År 1911 utlystes en arkitekttävling för den nya monumentala ordensbyggnaden som skulle bilda fond till Tegnérgatan. Tävlingen omfattade förutom själva huvudbyggnaden även förslag om byggnadssätt för de angränsande kvarteren. Georg A. Nilsson vann tävlingen med ett vasaborg-inspirerat förslag. Realiserandet kom dock att gå till Isak Gustaf Clason, som var prisdomare i tävlingen. Bygget påbörjades 1914 men försenades i och med krigskonjunkturen och avslutades inte förrän 1927.
Fastigheten är idag blåmärkt av Stadsmuseet i Stockholm vilket innebär att den representerar "synnerligen höga kulturhistoriska värden".

### Detaljer

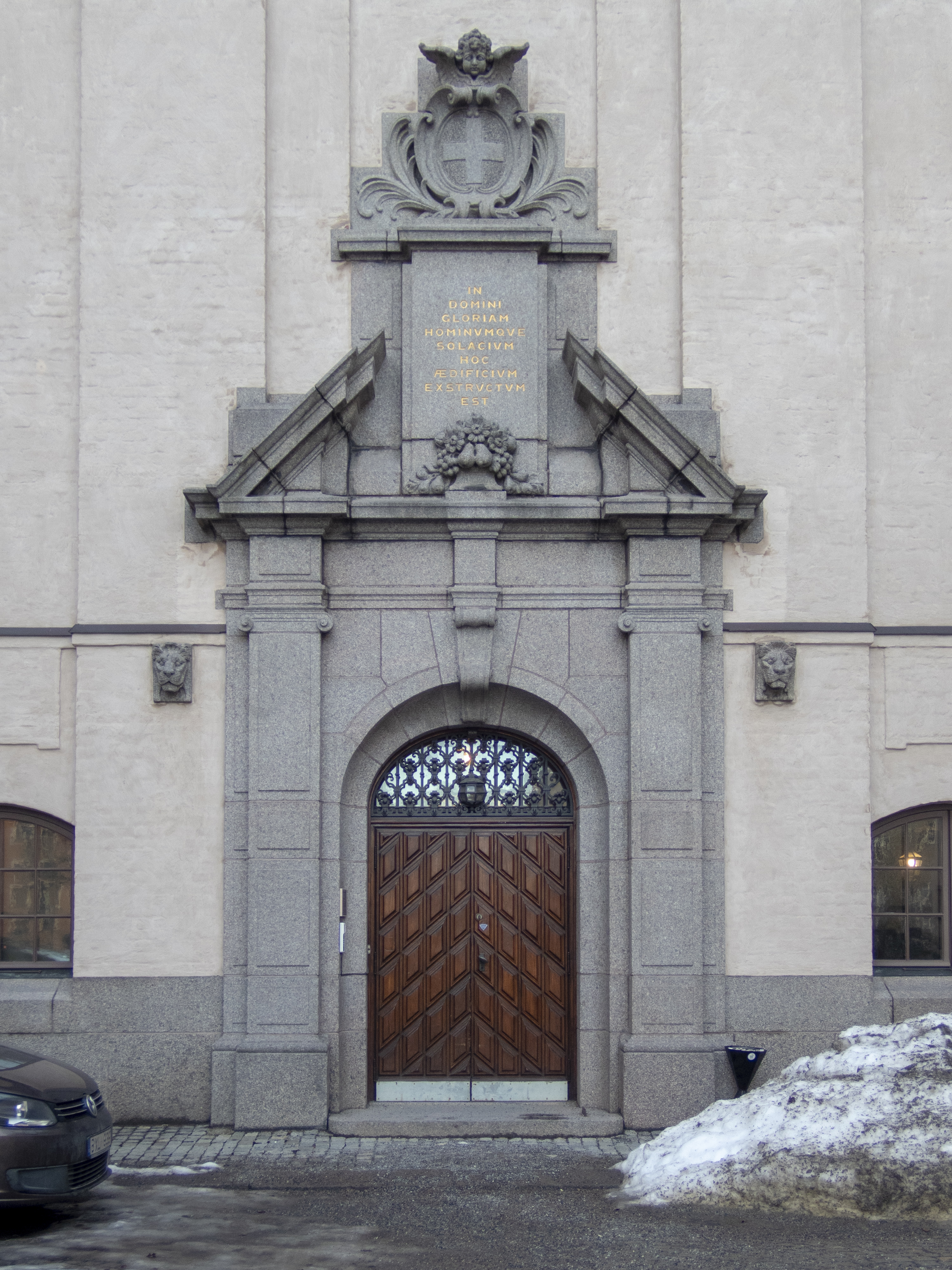
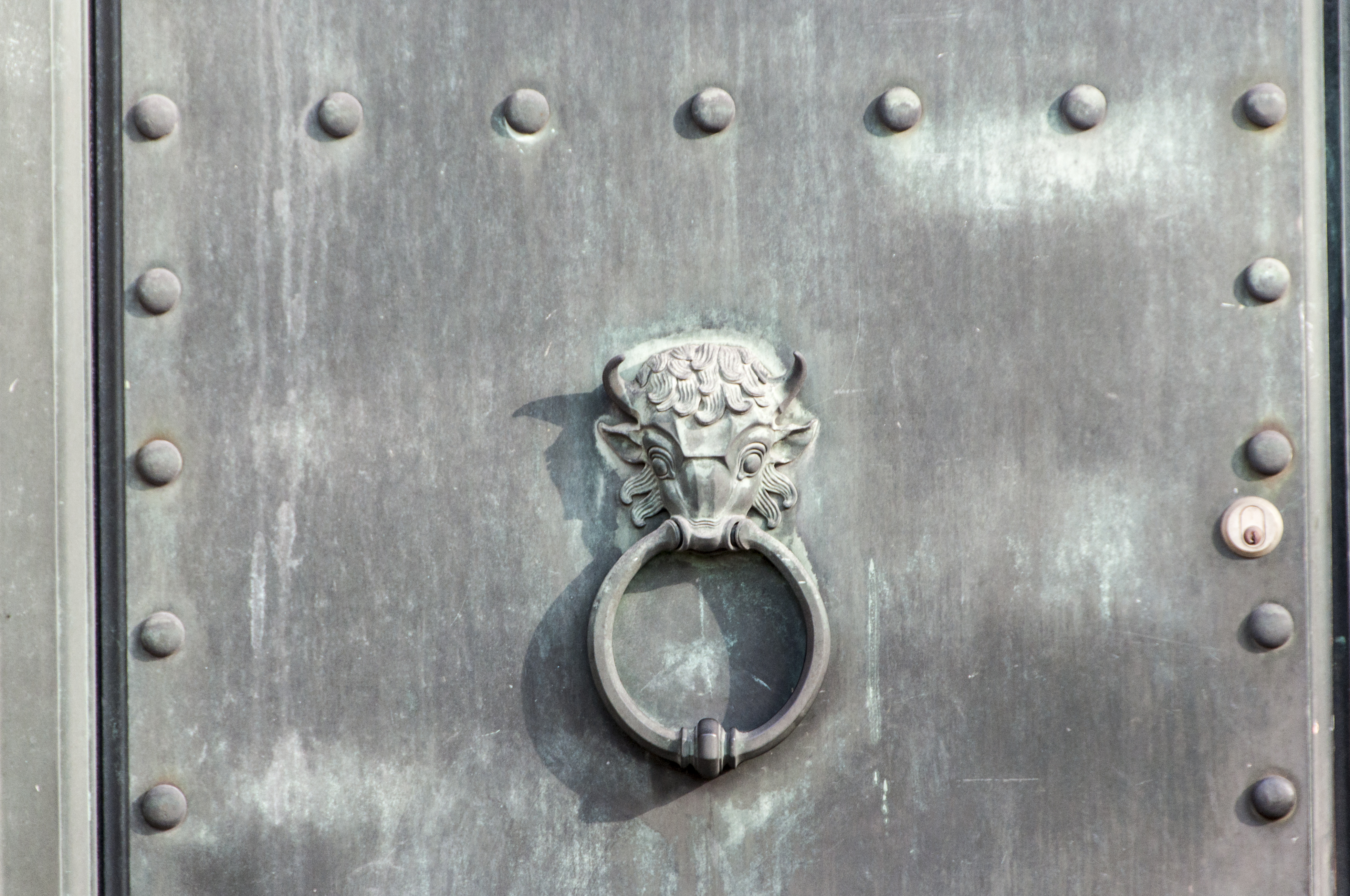
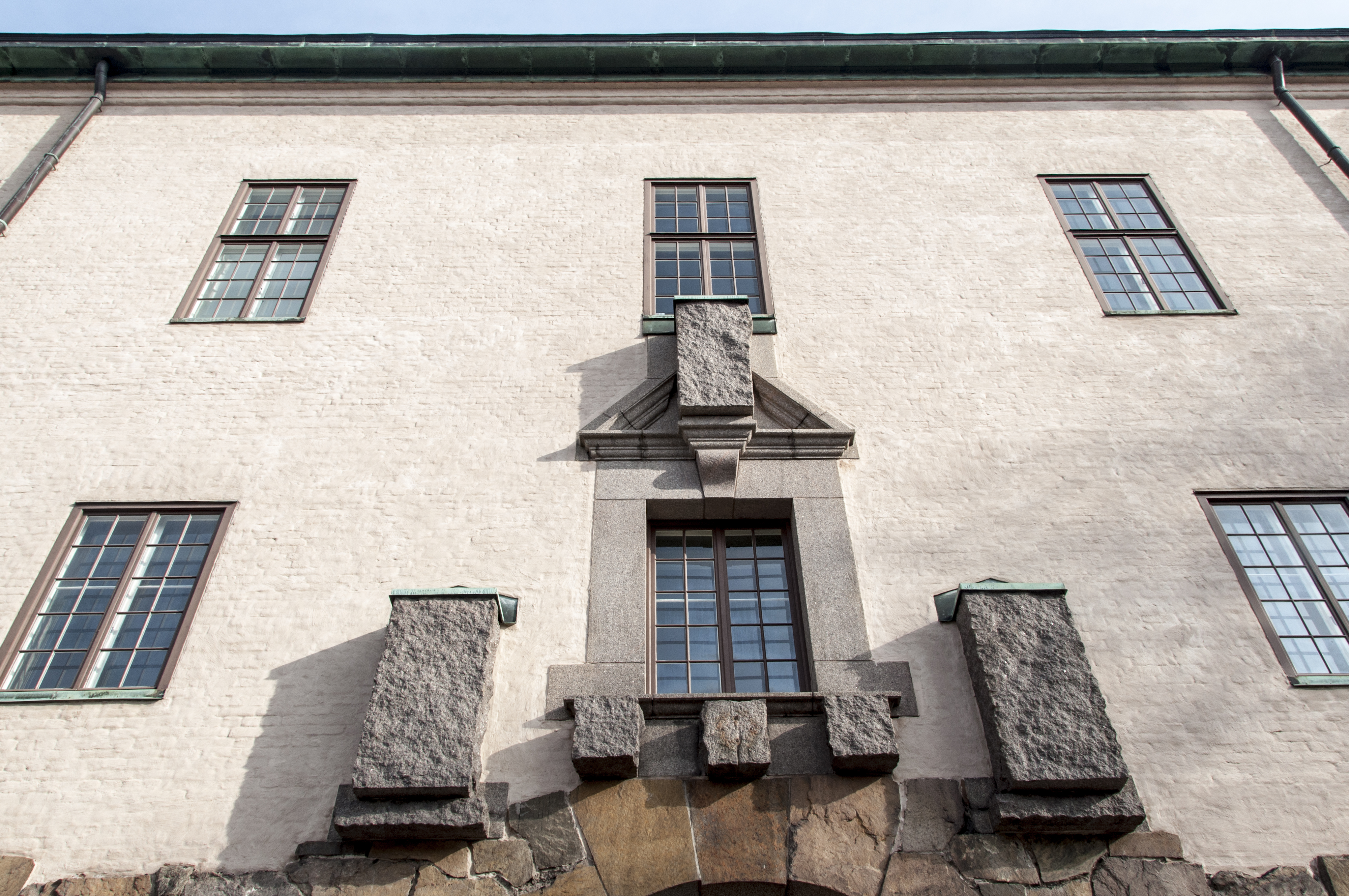
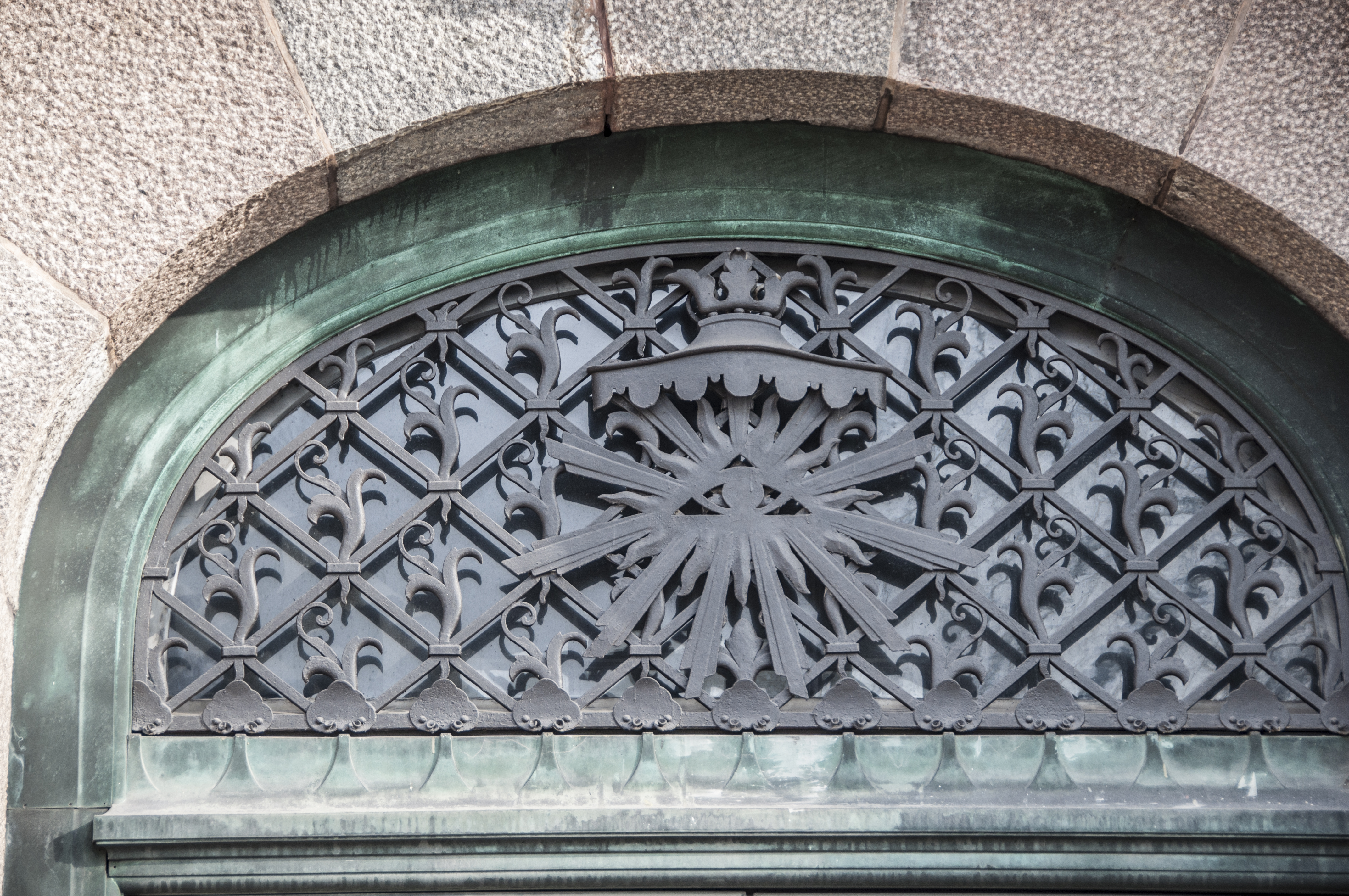
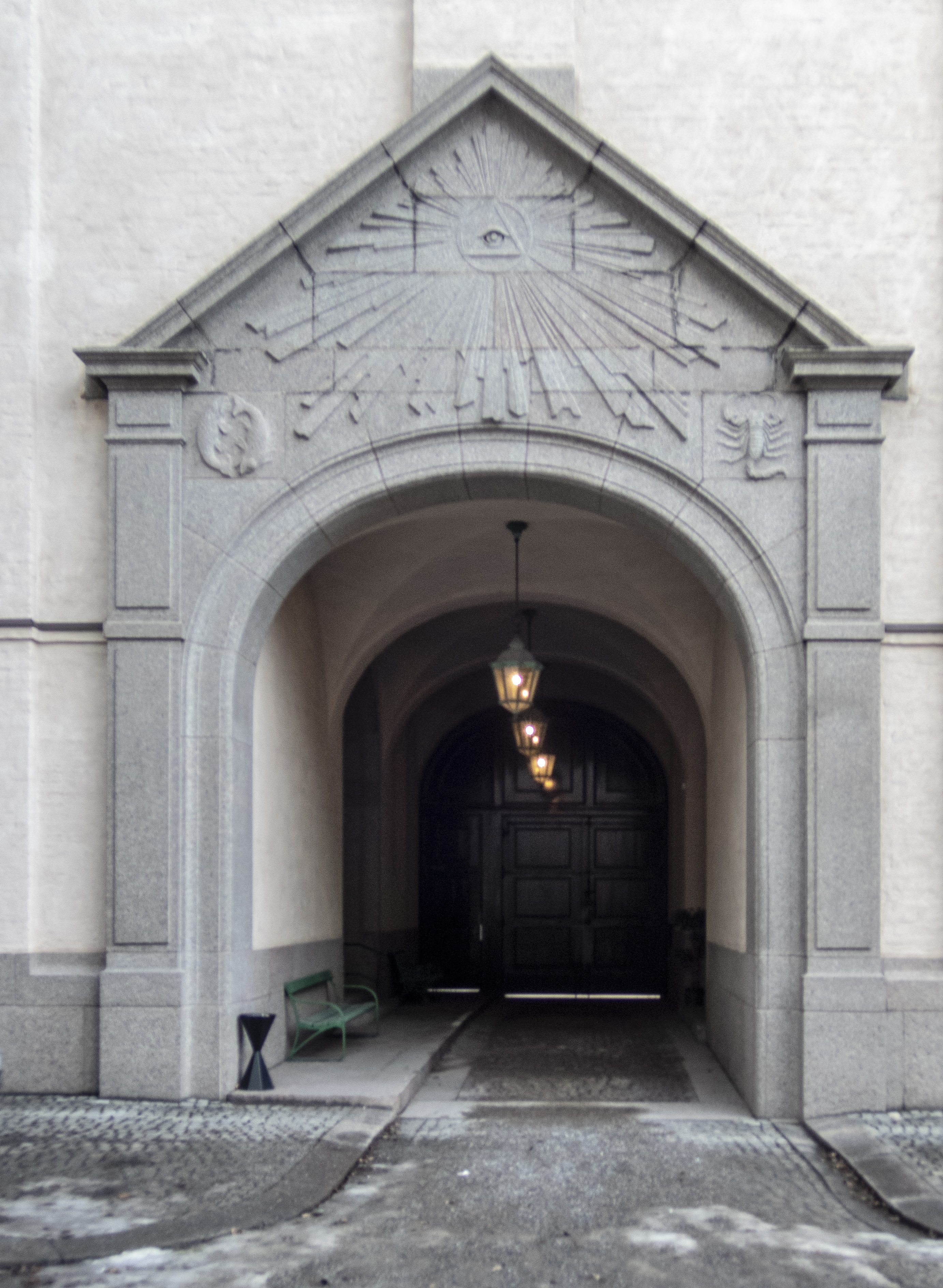

### Interiörer

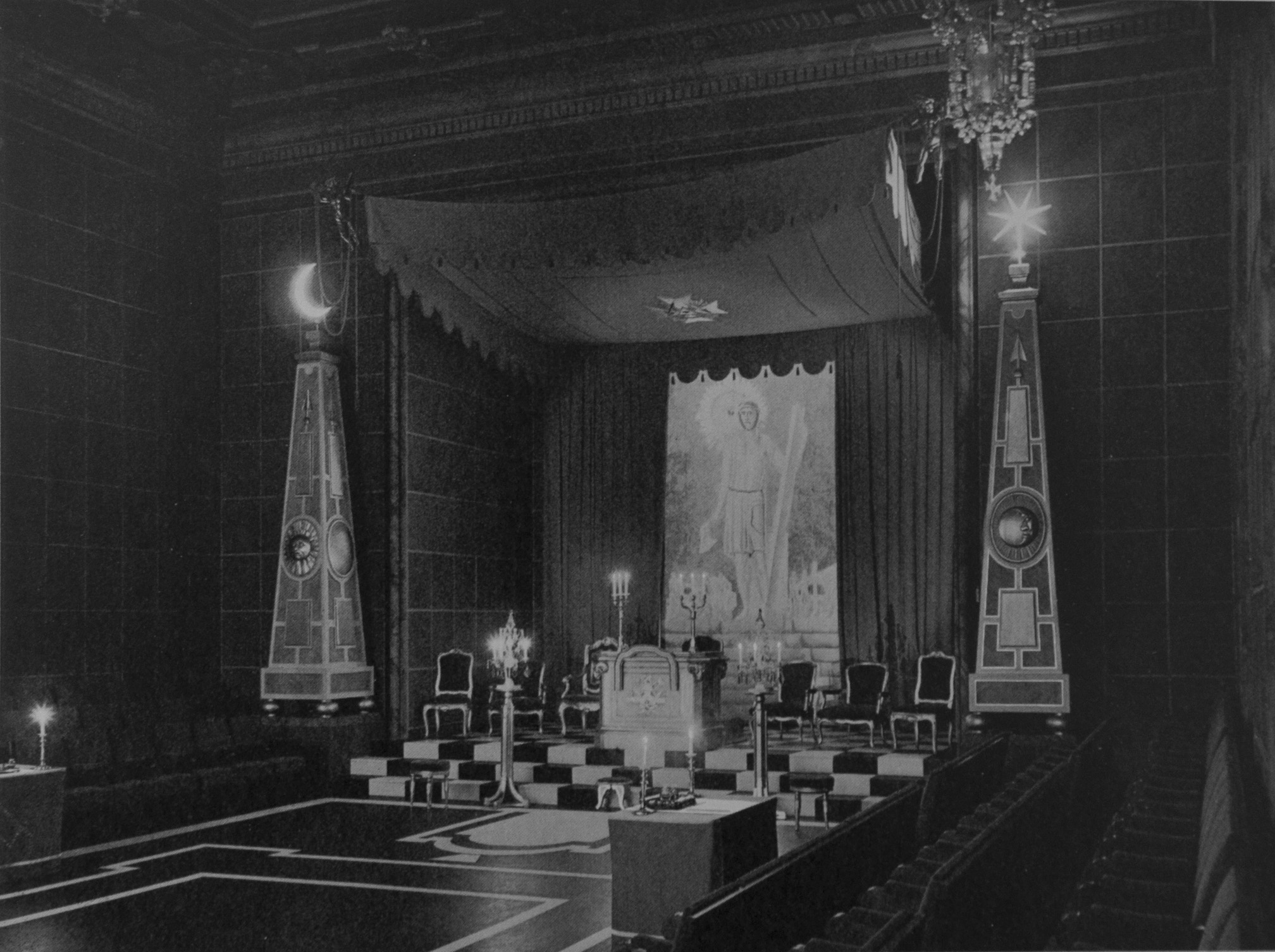
Stora ordenssalen med altaret.
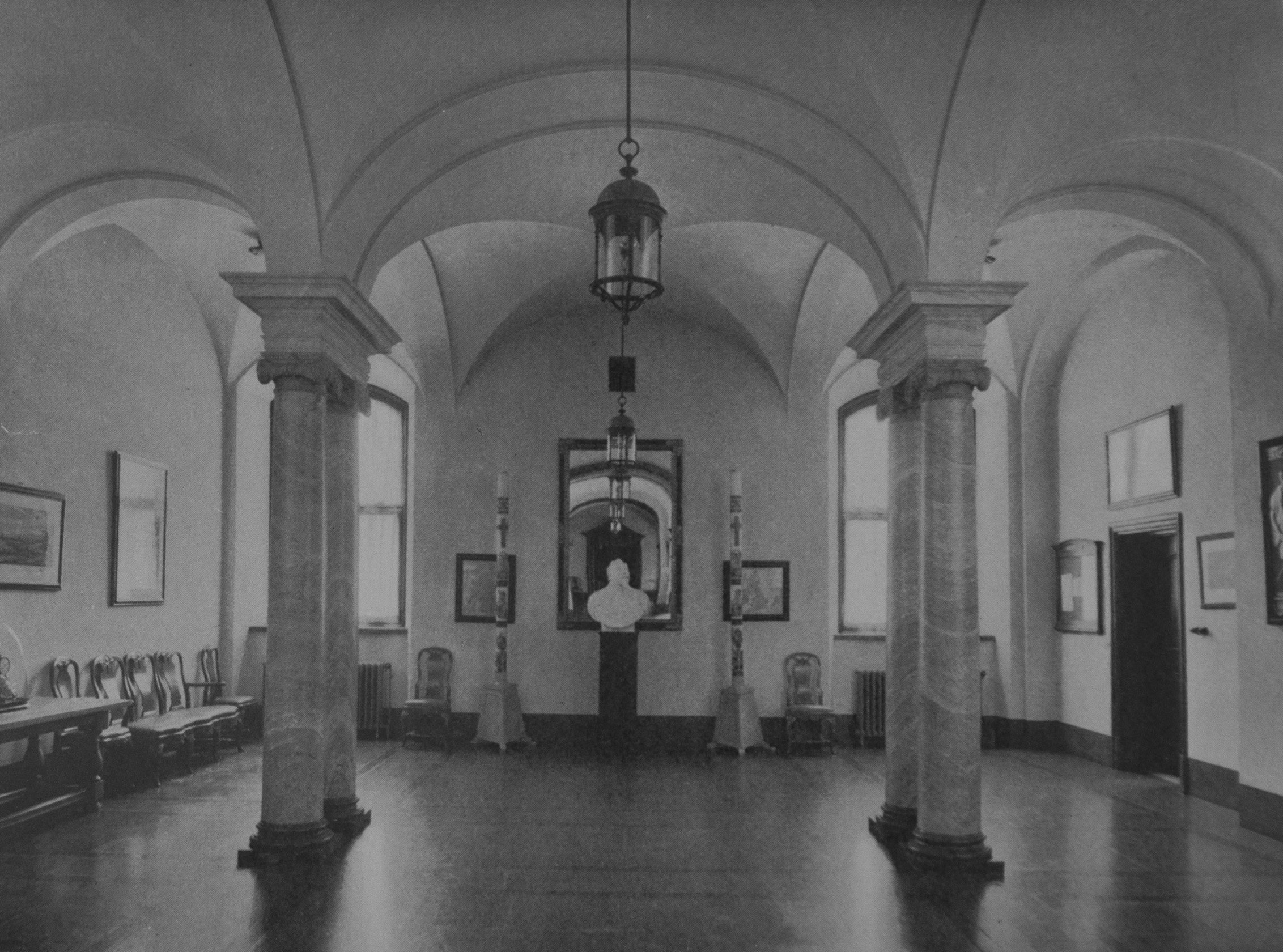
Pelarhallen.
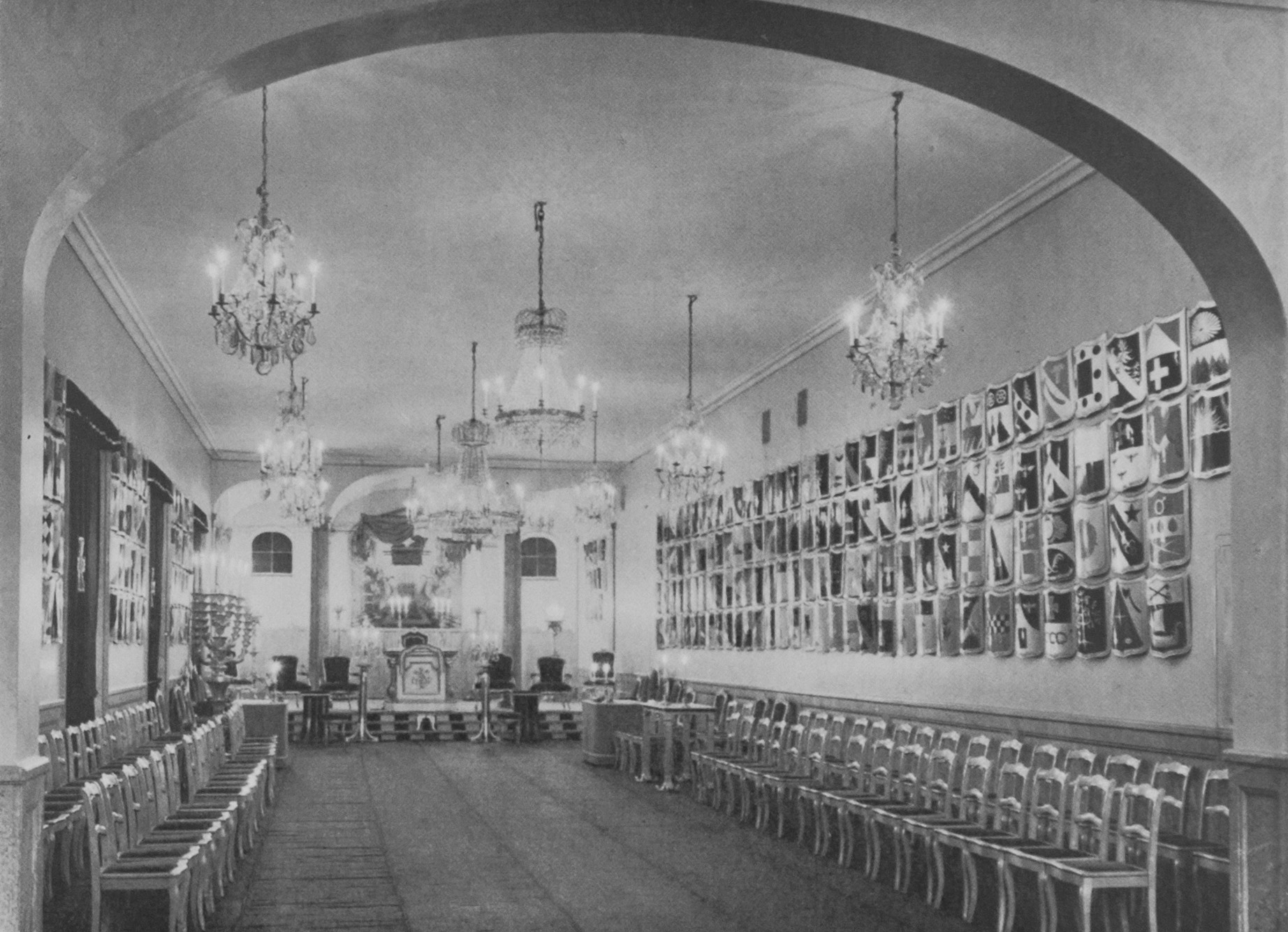
Ordenssalen på första våningen.
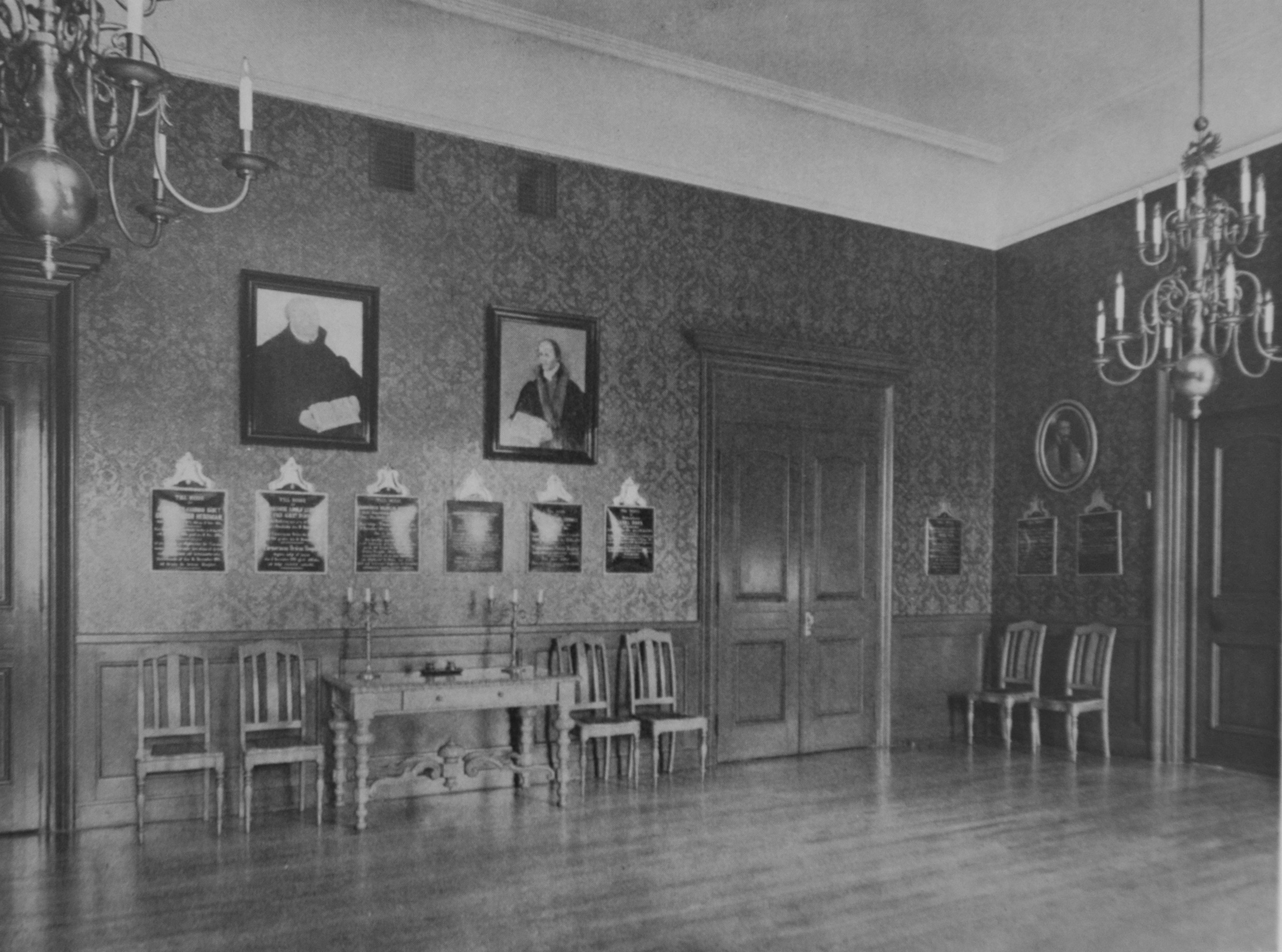
Kapitelsalen.
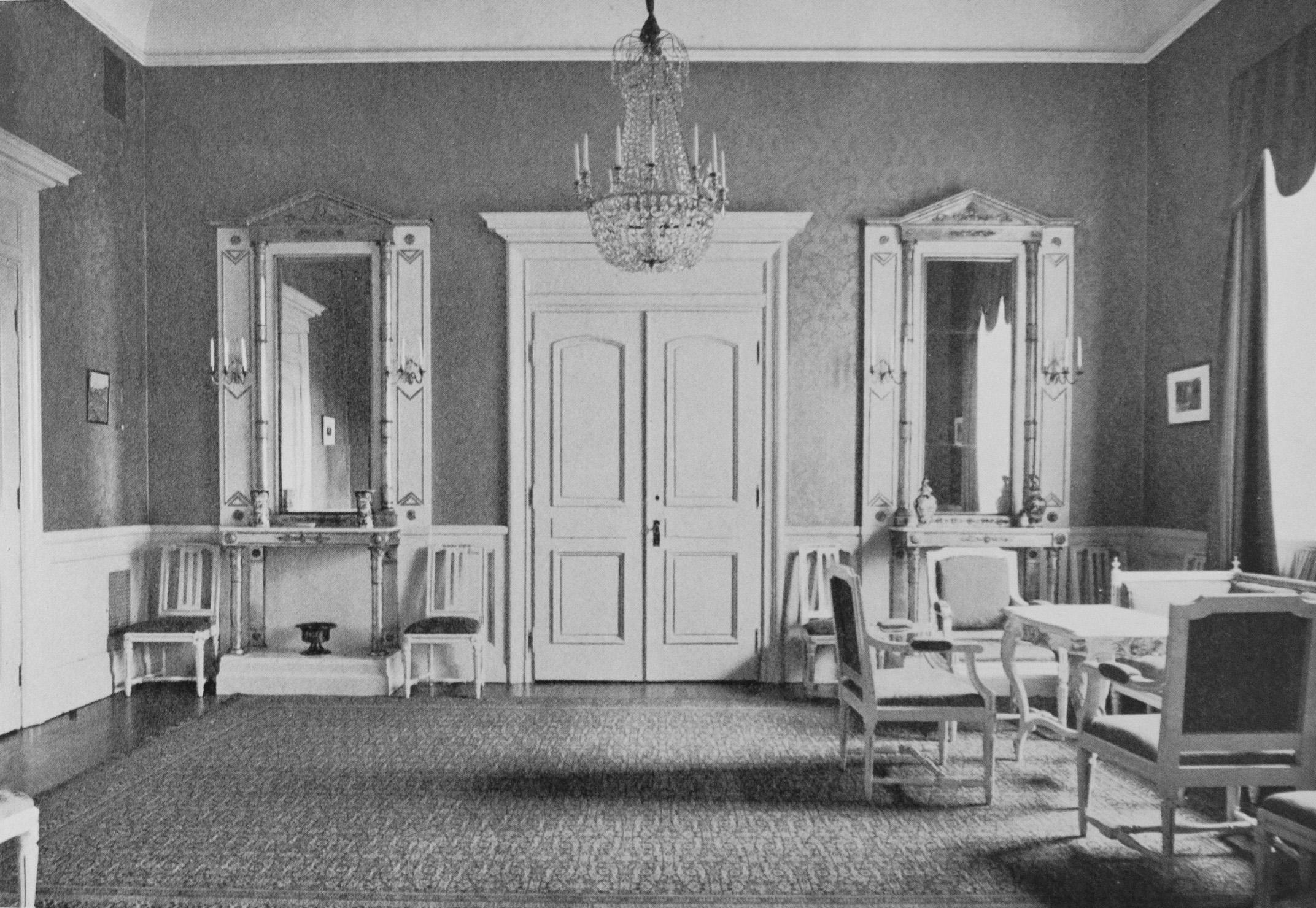
Vita salongen